# Norid
Uninett Norid AS, comercialment coneguda com a Norid, és l'empresa pública noruega encarregada del registre d'adreces d'internet assignades per als tres dominis de primer nivell territorial (ccTLD) del país: .no, .sj i .bv. La companyia, sense ànim de lucre, té la seu a Trondheim, on comparteix oficines amb la seva empresa matriu, Uninett. Ambdues companyies pertanyen al Ministeri d'Educació i Recerca de Noruega. Norid opera sota contracte amb l'Internet Assigned Numbers Authority (IANA) i amb la supervisió de l'Autoritat Noruega de Correus i Telecomunicacions. Uninett va assumir la responsabilitat dels dominis de Noruega l'any 1987, i el 2003 es va escindir com una empresa independent. Només el domini .no està obert a noves inscripcions.

## Història
Inicialment, el registre .no va ser donat a Pål Spilling l'any 1983 a l'Institut de Recerca de l'Administració de Telecomunicacions Noruegues. No obstant això, els responsables de les polítiques volien que el domini fos gestionat per una organització sense ànim de lucre, i la responsabilitat es va transferir a Uninett, un proveïdor de tecnologia de la informació i comunicació de les universitats públiques, col·legis i institucions de recerca de Noruega, el 17 de març de 1987. En el moment, Uninett s'administrava com una divisió de SINTEF, però es va convertir en una societat anònima propietat del Ministeri d'Educació i Recerca de Noruega l'any 1993. Norid es va fundar com a divisió dins d'Uninett el 1996, amb la responsabilitat de gestió del domini .no. El 21 d'agost de 1997, Norid assumí la responsabilitat de la nova creació dels dominis .sj i .bv. El 1998, Uninett FAS es va establir com una filial per gestionar la xarxa tècnica i la infraestructura de serveis que Uninett havia establert, incloent-hi el funcionament dels sistemes de xarxa de les universitats i els col·legis. Alhora, Norid es va transferir a Uninett FAS. El 1998, es van crear dues organitzacions: l'Òrgan de Resolució de Domini, per determinar les disputes de domini, i Norpol, un consell assessor polític. L'any 1999 es van introduir els registradors de domini per gestionar els aspectes que podrien ser proporcionats per tercers. Uninett Norid esdevingué una filial independent d'Uninett l'any 2003, per assegurar la gestió dels dominis dins d'una organització independent.

## Organització
Uninett Norid AS és una aksjeselskap (societat mercantil de tipus noruec) propietat d'Uninett, una filial del Ministeri d'Educació i Recerca de Noruega. Les oficines s'ubiquen, juntament amb les d'Uninett, a Trondheim. Norid gestiona tres dominis de primer nivell territorial (ccTLDs): .no, .sj i .bv. El primer és el domini principal per a Noruega, i els dos últims ja no estan oberts per al seu registre. El dret legal per administrar els dominis és doble, basada tant en un acord amb la Internet Assigned Numbers Authority (IANA) i reglaments a través de la Llei de Telecomunicacions, supervisat per l'Autoritat Noruega de Correus i Telecomunicacions. L'any 2009, la companyia va tenir uns ingressos de 23.100.000 corones noruegues. Norid és membre de ple dret del Consell de Registres de Primer Nivell Territorial Europeus (CENTR).

## Política
La política d'ús dels dominis està regulada pel Reglament relatiu als noms de domini sota el codi noruec de primer nivell territorial, també conegut com el «Reglament de Domini». Aquest reglament també regula els dominis .bv i .sj, i seria eficaç per a aquests, en cas que s'utilitzessin de nou en un futur.
Només les organitzacions amb presència local a Noruega i amb inscripció al Centre de Registres Brønnøysund poden registrar dominis .no. Cada organització pot registrar directament unes 100 entrades amb .no., però pot registrar-ne més sota dominis geogràfics o categòrics de segon nivell. Els noms de domini han de constar de 2 a 63 caràcters. Els caràcters permesos són les lletres angleses minúscules de la «a» a la «z», els dígits (del «0» al «9»), les tres lletres noruegues «æ», «ø» i «å», i 20 lletres especials de llengües sami. Norid també manté una sèrie de dominis de segon nivell per a les ubicacions geogràfiques i institucions especials. També hi ha una sèrie de noms de domini que no poden ser registrats.
Tant .bv com .sj queden reservats per a un possible ús futur. La venda d'aquests dos dominis no utilitzats no ha estat un element a tenir en compte per als responsables polítics, ja que la comercialització dels recursos de domini està en directa contradicció amb les polítiques nacionals.